# Липський Борис Андрійович
Борис Андрійович Липський (нар. 14 жовтня 1932, УРСР — пом. ?, Київ, Україна) — радянський український футболіст, півзахисник та нападник, тренер, футбольний суддя.

## Кар'єра гравця
У 1955 році розпочав кар'єру гравця в резервній команді київського «Динамо», а в 1956 році дебютував у складі першої команди. Влітку 1956 року перейшов до станіславського «Спартака». На початку 1958 року перейшов до вінницького «Локомотива», в складі якого в 1962 році й завершив кар'єру гравця.

## Кар'єра тренера та судді
Відразу по завершенні кар'єри гравця розпочав займатися тренерською діяльністю. У 1962 році допомагав тренувати вінницький «Локомотив». З 14 серпня 1962 року виконував обов'язки головного тренера вінницької команди. Потім повернувся до Києва та почав працювати футбольним суддею. У 1976 році обслуговував матчі Вищої ліги СРСР як боковий арбітр.

## Титули і досягнення

### Досягнення як гравця
Спартак (Станіслав)
- Клас «Б» СРСР
  -  Срібний призер (1): 1957 (фінал)

Локомотив (Вінниця)
- Клас «Б» СРСР
  -  Чемпіон (1): 1959 (група 4)
  -  Срібний призер (2): 1960 (група 1), 1961 (група 1)
  -  Бронзовий призер (1): 1958 (група 3), 1962 (група 3)

- Чемпіонат УРСР
  -  Бронзовий призер (1): 1961

### Відзнаки
- Майстер спорту СРСР